# Astraponotus
Astraponotus è un genere estinto di mammiferi erbivori, appartenente agli astrapoteri. Visse nell'Eocene superiore (circa 40 - 36 milioni di anni fa) e i suoi resti fossili sono stati ritrovati in Sudamerica.

## Descrizione
Questo animale era forse simile, come forma e dimensioni, a un odierno tapiro. Al contrario della maggior parte degli astrapoteri, Astraponotus era dotato di un cranio insolitamente alto e corto, con una scatola cranica stretta. Le ossa nasali erano fortemente arretrate, e ciò fa supporre la presenza di una corta proboscide. Altre caratteristiche insolite di Astraponotus comprendevano l'estrema riduzione delle ossa premascellari e nasali, l'assenza di un cerchio anteorbitale e la riduzione della regione frontale. I canini erano lunghi e forti, come in tutti gli astrapoteri.

## Classificazione
Astraponotus venne descritto per la prima volta nel 1901 da Florentino Ameghino, sulla base di resti fossili principalmente della dentatura. La specie tipo, Astraponotus assymetrum, proviene da terreni dell'Eocene superiore noti come Gran Barranca, in Patagonia (Argentina). La zona venne in seguito soprannominata "Capas Astraponotenses", a causa dei numerosi e peculiari fossili di questo animale. Altre specie vennero descritte in seguito (ad es. A. dicksoni, A. holdichi) ma sempre sulla base di resti della dentatura e delle mandibole. Solo nel 2010 venne descritto un cranio pressoché completo, che ha permesso di ipotizzare le relazioni filogenetiche di questo animale in modo più preciso.

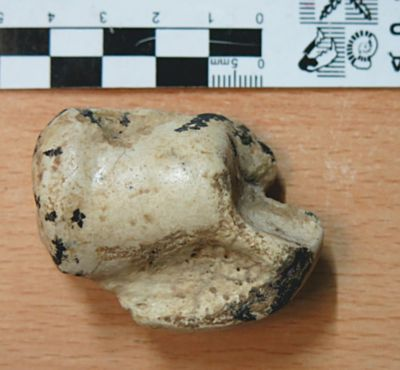
Astragalo destro di Astraponotus

Le caratteristiche osservate nella dentatura di Astraponotus sono intermedie tra gli astrapoteri dell'Eocene medio e quelli dell'Oligocene-Miocene nel grado di ipsodontia, di riduzione della formula dentaria, e dello sviluppo di elementi occlusali accessori. Inoltre, il cranio conserva alcune plesiomorfie osservate anche nell'arcaico Trigonostylops, considerando che la regione uditiva e il basicranio sono molto più vicini a quelli di Parastrapotherium, Astrapotherium e Granastrapotherium. D'altra parte, il cranio di Astraponotus differisce da tutti gli astrapoteri conosciuti nell'altezza sproporzionata, nella scatola cranica strettissima e in numerose altre specializzazioni craniche esattamente opposte a quella di Astrapotherium. Questi caratteri sembrano sorprendentemente derivati per un astrapoterio dell'Eocene, e suggeriscono che le specializzazioni craniche estreme si sono sviluppate in modo indipendente durante l'evoluzione di questo ordine; Astraponotus potrebbe rappresentare una linea evolutiva distinta da quella di Astrapotherium e di altre forme del Miocene.